# Oscar Lundholm
Oscar Eugène Lundholm, född 4 februari 1852 i Stockholm, död 11 juli 1934 i Danderyds församling, var en svensk ingenjör. Han var far till ingenjören Ragnar Lundholm och psykologen Helge Lundholm.
Lundholm genomgick Teknologiska institutet 1868–71, hade elevanställning vid Motala Verkstad 1871–1875, tjänstgjorde 1875–1882 vid Gävle mekaniska verkstad  dels som konstruktör, dels som arbetschef och var 1884–1900 lektor i mekanik, maskinlära och mekanisk teknologi vid Tekniska elementarskolan i Malmö. Han bedrev samtidigt konsulterande verksamhet samt var även maskinexpert för Bureau Veritas och besiktningsman för passagerarfartyg. 
Lundholm framlade 1889 inför Skånska Ingenjörsklubben förslag och utredning angående daglig trafikförbindelse Trelleborg–Sassnitz, var en av stiftarna av Södra Sveriges ångpanneförening (1894) och fungerade som dess sekreterare 1894–1900. Han innehade 1900–1917 professuren i maskinlära vid Kungliga Tekniska högskolan. 
Lundholm var ledamot av automobillagkommittén (1904), ordförande i Svenska Teknologföreningens avdelning för mekanik (1901–1902), ledamot i styrelserna för Kungliga Automobilklubben (1907–1914), Svenska Aeroklubben (1908–1916) och stiftelsen Lars Hiertas minne (1908–1913). Han utgav Grafisk behandling af turbiner och turbinpumpar (1904) och Förbränningsmotorer, verkade i föredrag och uppsatser för spridning av kännedomen om flygkonstens utveckling och främjande i Sverige samt var 1907–1911 huvudredaktör för "Svensk motortidning".
Oscar Lundholm är begravd på Danderyds kyrkogård.